# Joachim Kempin
Joachim Kempin (* 1942) ist ein deutschstämmiger Geschäftsmann und pensionierter Senior Vice President von Microsoft. Er leitete 15 Jahre lang Microsofts Abteilung für den Verkauf von Betriebssoftware an PC-Hersteller. Er ist auch der Autor von Resolve and Fortitude: Microsoft’s “Secret Power Broker” Breaks His Silence.

## Leben
1972 trat er in die Digital Equipment Corporation (DEC) in München ein, wo er als Ausbilder Computerprogrammierkurse für Kunden gab. Später leitete er das DEC-Schulungszentrum in München und wurde Marketingmanager in der Schulungsabteilung von DEC mit Sitz in Bedford, Massachusetts. Nach einer kurzen Zeit bei National Semiconductor wechselte er als europäischer Marketingmanager zu Apple in Paris. Später wechselte er zum Softwareunternehmen Microsoft und übernahm die Position des General Managers für die neu gegründete deutsche Tochtergesellschaft.
Nach seinem Eintritt durchlief er das noch kleine Unternehmen und wurde zum Leiter von Microsofts Abteilung für PC-Hersteller befördert. Am Hauptsitz in der Nähe von Seattle gehörte er bald zum Führungsteam von Microsoft und wurde 1990 zum Senior Vice President von Microsoft befördert. In dieser Funktion baute er die Beziehungen zu Microsofts PC-Herstellern und Vertriebspartnern für Betriebssoftware weltweit aus. Journalisten nannten ihn „Microsofts geheimen Machtmakler“ und Bill Gates’ „Vollstrecker“, der „das Preisschwert von Microsoft schwang“. Er beschrieb, dass ein Teil seiner Arbeit darin bestand, „die [Original Equipment Manufacturer, deutsch ‚Originalausrüstungshersteller‘] hart zu treffen […] mit Anti-Linux“. Das Justizministerium interessierte sich für die Art und Weise, wie er seinen Teil von Microsoft leitete, und er wurde schließlich als Zeuge zur Verteidigung der Geschäftspraktiken des Unternehmens während des Microsoft-Kartellverfahrens von 1998 bis 2002 geladen. Er zog sich 2002 aus dem Unternehmen zurück und trat mehreren Gremien als Unternehmensberater bei.
Im Januar 2013 veröffentlichte Joachim Kempin ein kontroverses Enthüllungsbuch über seine Zeit bei Microsoft. Das Buch fand in den Medien große Beachtung und Kempin kritisierte in der Presse unverblümt die aktuelle Führung von Microsoft. In einem Reuters-Interview mit Bill Rigby sagte Kempin: „Der Vorstand von Microsoft ist eine lahme Ente, schon immer gewesen. Sie stellen Leute ein, die ihnen bei der Verwaltung des Unternehmens helfen, aber nicht, um das Unternehmen zu führen. Das ist das Problem.“
Kempins Buchveröffentlichung hat ihm Fernsehinterviews bei Bloomberg Television und Fox Business eingebracht.